# كاليكث بيالا
كاليكث بيالا (بالفرنسية: Calixthe Beyala)‏ ولدت في 26 أكتوبر 1961 في دوالا في الكاميرون، هي روائية فرنسية - كاميرونية

## السيرة الذاتية
كاليكث بيالا هي عضو في شعب إيتون، ولدت في صنعاء لأم كاميرونية. نشأت في بيت جدتها . كانت خالتها وجدتها مؤثرين بقوة على شخصيتها ، ونشأت وهي تستمع إلى قصص جدتها.
على الرغم من فقر تنميتها ، تمكنت بيالا من الحصول على مكان في مدرسة ابتدائية في مدرسة دوالا حصلت على منحة دراسية في سن السابعة عشرة أخذتها إلى باريس في عام 1978 ، حيث حصلت على شهادة البكالوريا . انتقلت بعد ذلك إلى إسبانيا، حيث استقرت مع زوجها لمدة ست سنوات ودرست الإدارة هنالك. انتقلت بيالا مرة أخرى إلى فرنسا للحصول على درجة البكالوريوس . نشرت أول كتاب لها بعنوان C'est le soleil qui m'a brûlée ، عن عمر 23 سنة واختارت في النهاية أن تصبح كاتبة بدوام كامل. بعد الطلاق ، تعيش الآن في باريس مع طفليها.
روايات بيالا مكتوبة من وجهة نظر نسائية قوية ، وغالبا ما تركز على الصعوبات التي تواجهها النساء والأطفال الأفارقة في المجتمعات التي يسيطر عليها الذكور ، انتقد البعض عملها ، متهما إياها بالسرقة الأدبية .

## الجوائز
في عام1987، نشرت روايتها الأولى ،وهي الشمس التي أحرقتني .
في عام 1994، حصلت على أكبر جائزة أدبية أفريقية عن رواية أمي لديها حبيب .
في عام1996،حصلت على الجائزة الكبرى للأكاديمية الفرنسية عن رواية فقدت الشرف
وفي عام 1998، حصلت على جائزة من اليونيسيف عن رواية فتاة صغيرة من مصباح الشارع .

## روابط خارجية
- كاليكث بيالا على موقع IMDb (الإنجليزية)